# Augusztus 1.
Augusztus 1. az év 213. (szökőévben 214.) napja a Gergely-naptár szerint. Az évből még 152 nap van hátra.
Névnapok: Boglárka + Alfonz, Bogdána, Boglár, Ete, Fodor, Galatea, Gusztáv, Kála, Kleopátra, Kökény, Magnólia, Mahália, Majoranna, Makabeus, Médea, Ménrót, Nadin, Nadinka, Nádja, Nimród, Orchidea, Pálma, Pénelopé, Peónia, Péter, Pető, Remény, Reményke, Tulipán, Zsófi, Zsófia

## Események
- 768 – IV. István pápa megválasztása.
- 1658 – I. Lipót magyar királyt német-római császárrá koronázzák.
- 1664 – Raimondo Montecuccoli császári hadvezér győzelmet arat a törökök fölött Szentgotthárdnál.
- 1739 – Felszentelik a szegedi Szent Rozália-kápolnát
- 1849 – E napon kezdődött a nyerges-tetői csata, a „székelyföldi Thermopülé”.
- 1861 — Megalakul az Országos Magyar Képzőművészeti Társulat. Célja kiállítások rendezése, művészek támogatása, a művészeti élet fellendítése volt.
- 1866 – Megindult az első pesti lóvasút.
- 1914 – A Német Birodalom hadat üzen az Orosz Birodalomnak.
- 1919 – Elbukik a Magyar Tanácsköztársaság. Peidl Gyula alakít kormányt.
- 1941 – Megszűnik a Nyugat c. irodalmi folyóirat.
- 1941 – Megalakul a japán vezetésű burmai bábállam.
- 1944 – Kirobban a Varsói felkelés, amelynek célja a náci elnyomás megtörése.
- 1946 – Bevezetik az új magyar fizetőeszközt, a forintot.
- 1947 – Létrejön a Gazdasági Vasutak Igazgatósága a gazdasági vasutak kezelésére.
- 1948 – Megindult a forgalom a szabadsághegyi úttörővasúton.
- 1949 – Államosították a magyar színházakat.
- 1960 – A Dahomey Köztársaság kikiáltása.
- 1964 – Manlio Brosio az új NATO–főtitkár.
- 1971 – George Harrison segélykoncertje a bangladesi háborús menekültekért.
- 1975 – Helsinkiben aláírják az EBEÉ konferencia zárásaként a Helsinki záróokmányt.
- 1977 – Romániában elkezdődik az Zsil-völgyi bányászsztrájk.
- 1998 – A magyar Nickelodeon megkezdi adását az Msat-on.
- 2007 – Leszakad egy – a Mississippi folyón átívelő 35W jelű – kétszer négysávos államközi út hídja Minnesota állambeli Minneapolisban az esti csúcsforgalom idején.
- 2007 – Mazari Sharifban Dieter Warnecke dandártábornok veszi át Josef D. Blotz dandártábornoktól az Északi Regionális Parancsnokság parancsnoki beosztását.
- 2008 – Grúz katonai támadás éri Dél-Oszétiát, amelynek három halálos áldozata és hét sebesültje lett.
- 2008 – Az ORTT engedélye alapján a Magyar Televízió megkezdi az m2 földfelszíni HD minőségben való sugárzását. Ezzel egyidőben leáll a fenti adó analóg szórása.
- 2012 – A Voyager–1 az első ember által készített tárgyként csillagközi térbe lépett.

## Sportesemények
Formula–1
- 1954 –  német nagydíj, Nürburgring - Győztes: Juan Manuel Fangio  (Mercedes Benz)
- 1965 –  német nagydíj, Nürburgring - Győztes: Jim Clark  (Lotus Climax)
- 1971 –  német nagydíj, Nürburgring - Győztes: Jackie Stewart  (Tyrrell Ford
- 1976 –  német nagydíj, Nürburgring - Győztes: James Hunt  (McLaren Ford), (Niki Lauda súlyosan megsérül miután bereked égő autójában, Utolsó futam az eredeti 22,8 kilométeres vonalvezetésen.)
- 1999 –  német nagydíj, Hockenheimring - Győztes: Eddie Irvine  (Ferrari)
- 2010 –  magyar nagydíj, Hungaroring - Győztes: Mark Webber  (Red Bull Renault)

## Születések

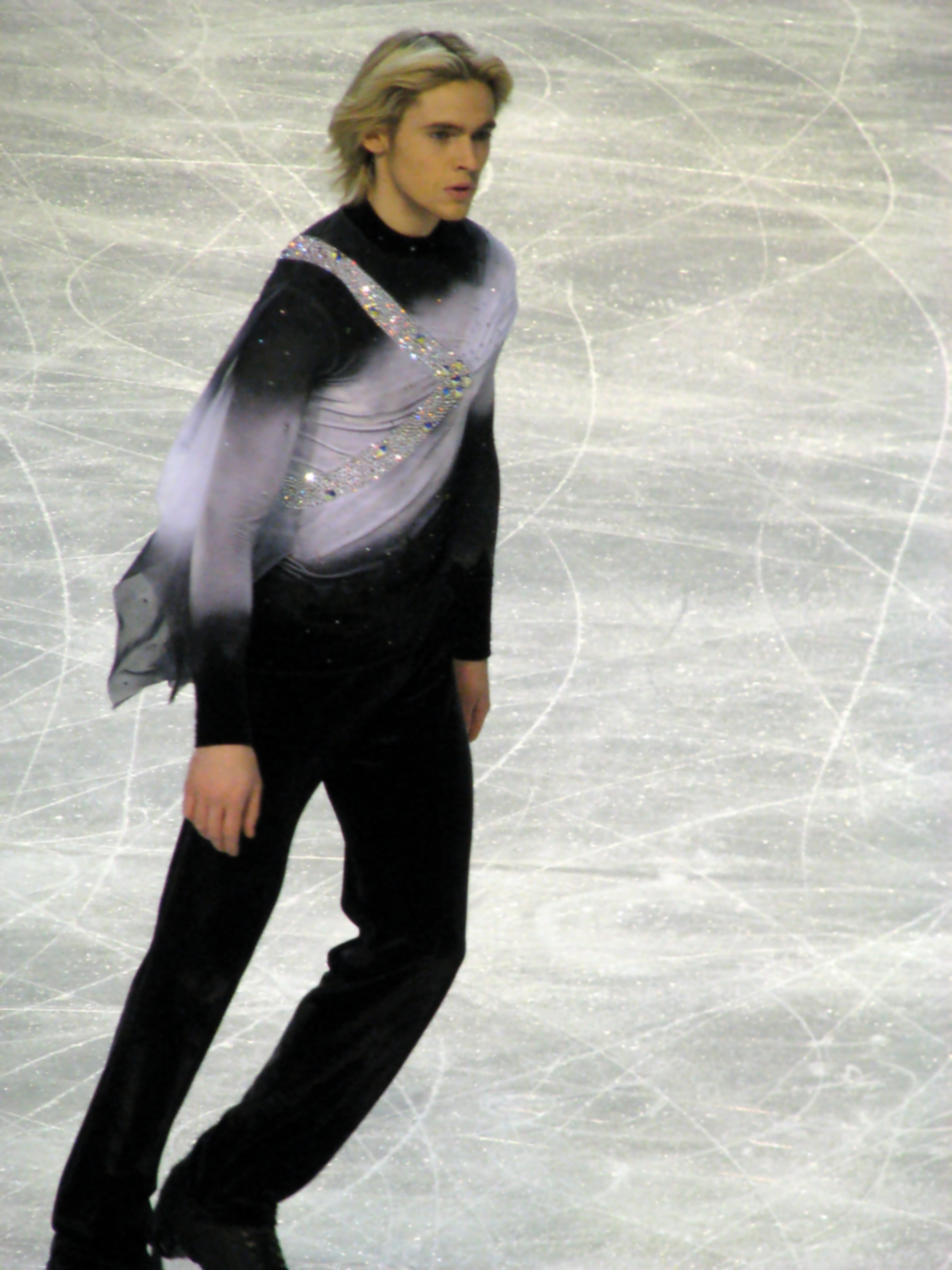
Lloyd Jones

- i. e. 10 – Claudius római császár († i. u. 54)
- 1802 – Fuchs Vilmos magyar vegyész, bányamérnök, a bécsi tudományos akadémia tagja († 1853)
- 1818 – Maria Mitchell amerikai csillagász († 1889)
- 1819 – Herman Melville író, a „Moby Dick” szerzője († 1891)
- 1865 – Széchenyi Andor magyar utazó († 1907)
- 1884 – Mály Gerő erdélyi magyar színész, filmszínész († 1952)
- 1885 – Hevesy György magyar származású Nobel-díjas kémikus († 1966)
- 1889 – Fetter Károly szobrászművész († 1937)
- 1895 – Andreánszky Gábor magyar botanikus, paleobotanikus, az MTA tagja († 1967)
- 1895 – Agárdy Gyula magyar piarista gimnáziumi tanár, karikatúra-rajzoló († 1944)
- 1899 – Raymond Mays brit autóversenyző († 1980)
- 1900 – Horváth István magyar mezőgazdász, szakíró, országgyűlési képviselő († ?)
- 1903 – Soó Rezső magyar botanikus, akadémikus, a magyar geobotanikai iskola megteremtője († 1980)
- 1904 – Bálint Sándor magyar néprajzkutató († 1980)
- 1905 – Gáspár Margit magyar író, műfordító, színigazgató († 1994)
- 1912 – Borovszky Ambrus magyar politikus, vállalatvezető († 1995)
- 1914 – J. Lee Thompson brit filmrendező, forgatókönyvíró, producer († 2002)
- 1926 – Theo Adam német operaénekes († 2019)
- 1929 – Hafizullah Amin afgán elnök († 1979)
- 1930 – Grósz Károly magyar politikus, MSZMP-főtitkár, 1987–88 között miniszterelnök († 1996)
- 1930 – Julie Bovasso amerikai színésznő („Saturday Night Fever”) († 1991)
- 1941 – Nathalie Delon, született Francine Canovas francia színésznő, Alain Delon volt felesége, Anthony Delon édesanyja († 2021)
- 1944 – Bajkó Károly magyar birkózó († 1997)
- 1944 – Vajna András magyar származású amerikai filmproducer († 2019)
- 1952 – Petro Mikolajovics Szimonenko ukrán politikus, 1993-tól az Ukrán Kommunista Párt első titkára
- 1961 – Allen Berg kanadai autóversenyző
- 1963 – Coolio amerikai rapper, színész, producer († 2022)
- 1970 – David James angol labdarúgó
- 1978 – Mező Mihály  magyar énekes-gitáros, zenész, a Magna Cum Laude frontembere
- 1978 – Szálinger Balázs József Attila-díjas magyar költő
- 1979 – Jason Momoa amerikai modell, színész
- 1981 – Bakos-Kiss Gábor Jászai Mari-díjas magyar színész
- 1984 – Bastian Schweinsteiger német labdarúgó
- 1985
  - Ranga Péter magyar autóversenyző
  - Lilian Cole nigériai labdarúgó
- 1988 – Lloyd Jones brit műkorcsolyázó
- 1994 – Cătălin Ungur román úszó

## Halálozások
- 527 – I. Justinus bizánci császár (uralk. 518-tól)
- 1137 – VI. (Kövér) Lajos francia király[1] (* 1081)
- 1464 – Cosimo de’ Medici firenzei fejedelem (* 1389)
- 1882 – Konek Sándor statisztikus, jogtudós, az MTA tagja (* 1819)
- 1889 – Ivan Kukuljević Sakcinski horvát politikus, történész, író, az MTA tagja (* 1816)
- 1898 – Arany László költő, népmesegyűjtő, Arany János fia (* 1844)
- 1911 – Vértesi Arnold magyar újságíró, lapszerkesztő, a Kisfaludy Társaság és a Petőfi Társaság rendes tagja (* 1834)
- 1911 – Konrad Duden német tanár, filológus, szótárszerkesztő († 1829)
- 1922 – Bánki Donát magyar mérnök, feltaláló (* 1859)
- 1937 – Ndre Mjeda albán jezsuita szerzetes, költő, pedagógus (* 1866)
- 1944 – Jean Prévost francia író, antifasiszta ellenálló (* 1901)
- 1945 – Csortos Gyula magyar színművész (* 1883)
- 1959 – Jean Behra francia autóversenyző (* 1921)
- 1959 – Ivor Bueb brit autóversenyző (* 1923)
- 1967 – Richard Kuhn Nobel-díjas osztrák-német biokémikus (* 1900)
- 1969 – Gerhard Mitter német autóversenyző (* 1935)
- 1969 – Lőrincz Márton magyar birkózó, olimpiai bajnok (* 1911)
- 1970 – Otto Heinrich Warburg német biokémikus a sejtlégzés terén elért kiemelkedő munkájáért 1931-ben megkapta a fiziológiai és orvostudományi Nobel-díjat (* 1883)
- 1973
  - Walter Ulbricht német kommunista politikus, a Német Szocialista Egységpárt (SED) főtitkára, az NDK államfője (* 1893)
  - Gian Francesco Malipiero olasz zeneszerző, zenepedagógus, zeneműkiadó (* 1882)
- 1980 – Patrick Depailler francia autóversenyző (* 1944)
- 1982 – Göllner Lajos magyar orvos (* 1898)
- 1988 – Bitskey Zoltán magyar úszó, edző (* 1904)
- 1988 – Len Duncan amerikai autóversenyző (* 1911)
- 1997 – Szvjatoszlav Richter ukrán zongoraművész (* 1915)
- 2001 – Jay Chamberlain amerikai autóversenyző (* 1925)
- 2004 – Erki Edit magyar újságíró, kultúrtörténész, rádiós (* 1933)
- 2004 – Tamás Noémi magyar festőművész, illusztrátor, művésztanár (* 1948)
- 2005 – Kránitz Lajos, Jászai Mari-díjas magyar színész (* 1943)
- 2006 – Szusza Ferenc, az Újpest FC négyszeres magyar bajnok, huszonnégyszeres válogatott csatára, a Szusza Ferenc Stadion névadója (* 1923)

## Nemzeti ünnepek, emléknapok, világnapok
- 1291-ben három kanton (Schwyz, Uri, Unterwalden) szövetségéből (Eidgenossenschaft) jött létre Svájc. Bár nemzetközileg csak 1648-ban ismerik el az országot, a svájciak e napon tartják nemzeti ünnepüket.
- Benini Köztársaság nemzeti ünnepe, a függetlenség napja, 1960
- Az anyatej világnapja
- A forint születésnapja (1946)